# Hyacinthe Klosé
Hyacinthe Eléonore Klosé (Corfú, Grècia, 11 d'octubre de 1808 - París, França, 29 d'agost de 1880) fou un clarinetista i compositor francès que va desenvolupar una gran tasca com a professor de clarinet al Conservatori de París. Alhora, també és molt conegut per la seva contribució a la modernització del seu instrument amb l'aplicació del sistema Böhm de la flauta al clarinet.

## Biografia
Al 1831 ingressa al Conservatori de París on estudiarà clarinet amb Frédéric Berr. Per a Klosé, Berr va ser un referent del seu instrument i sempre li va dedicar un gran respecte i admiració. El declarava fundador de l'Escola francesa del clarinet.
Posteriorment, a partir de 1836, va desenvolupar la seva professió com a clarinetista a l'orquestra del Théâtre italien de París, que era com es coneixia en aquells anys a l'actual Teatre Nacional de l'Opéra-Comique. En aquesta orquestra exercia de segon clarinet assistint al seu professor. Després de la mort de Berr, assisteix a Ivan Müller fins que l'any 1841 pren la cadira de primer clarinet degut a la marxa de Müller. Aquests anys, també desenvolupa la seva tasca com a professor a l'Escola Militar de Música i fa algunes aparicions com a solista.
L'any de la mort de Berr, el 1838, suposa un canvi significatiu en la seva carrera, ja que s'incorpora com a professor de clarinet al Conservatori de París, ocupant la plaça que deixa buida el que havia estat el seu mestre.
L'any 1864 és distingit amb la concessió del títol de Cavaller de la Legió d'Honor francesa.

## Llegat

### Com a professor
Per la seva classe del Conservatori de París hi van passar molts alumnes. Alguns dels més destacats van ser Cyrille Rose, Augusta Holmès, Louis Adolphe Mayeur o Adolphe Marthe Leroy, que acabà substituint a Klosé com a professor al Conservatori l'any 1868.

### Com a compositor
Hyacinthe Klosé és també conegut com a compositor d'obres escrites principalment per a clarinet. Va escriure estudis, obres de concert i fantasies sobre temes d'àries operístiques però són els seus mètodes els que han esdevingut claus en el posterior ensenyament del clarinet i del saxòfon. Per a clarinet escriu el Méthode complète de clarinette l'any 1843. Klosé va aprendre a tocar el saxòfon i fins i tot el va ensenyar a alguns dels seus alumnes. Per a aquest intrument, n'escriu també un mètode complet i llibres d'exercicis i estudis com el de 25 Exercices journaliers pour le Saxophone, publicats per primer cop l'any 1881 a París.

### Sistema Böhm del clarinet
Klosé va voler seguir el camí de millores en l'instrument que havien iniciat anteriorment Ivan Müller, que havia desenvolupat el clarinet de tretze claus, i Frédéric Berr. La gran idea de Klosé va ser la d'utilitzar els principis del sistema que Böhm havia inventat per la flauta i aplicar-ho al seu instrument. D'aquesta manera, i amb la col·laboració del constructor Louis-Auguste Buffet jeune, Klosé introdueix al clarinet les anelles mòbils. Aquesta millora és presentada en públic l'any 1843. Conjuntament amb altres petites modificacions, aconsegueix eliminar digitacions creuades o bifurcades que resultaven difícils o poc ergonòmiques, contribuint així a la modernització de l'instrument.
Aquest sistema no va ser adoptat per tots els fabricants de clarinets de l'època, i alguns van preferir continuar l'evolució de l'instrument per altres vies. A regions germàniques i austríaques, el sistema que s'acabà desenvolupant i adoptant fou el sistema Albert, que s'inspirava en les idees de l'inventor del saxòfon, Adolphe Sax. Aquest sistema després acabarà evolucionant cap a l'actual sistema Öhler.